# Everaldo Pierrotti
José Everaldo Thomazotti Pierrotti (Leme, 1 de janeiro de 1962) é um ex-lateral, atualmente é auxiliar-técnico de futebol brasileiro. Atualmente está no Esporte Clube Água Santa ao lado do treinador Sérgio Guedes.

## Carreira
Everaldo Pierrotti foi atleta profissional em equipes como Ponte Preta, Londrina-PR, Figueirense, Paysandu entre outras. A ligação entre Everaldo e Ponte Preta é antiga. Ele foi lateral da Macaca na conquista do vice-campeonato Paulista de 1981, quando o São Paulo acabou campeão.
Logo depois ainda exerceu a profissão de preparador físico. Quando se tornou auxliar técnico, ele dedicou seis anos ao futebol japonês, onde trabalhou em cinco equipes tradicionais do futebol nipônico.

## Títulos

### Como jogador
Campeão Estadual Juvenil - 1978

Campeão Jogos Regionais - 1979

Bicampeão Estadual Juniores - 1980/1981

Bicampeão Taça SP de Juniores - 1980/1981

### Como treinador
Campeão Paulista Sub-20 (2ª Divisão) - 2002

Campeão J-League (2ª Divisão) - 1999

Campeão Copa da Ásia - 1995

Campeão Copa do Imperador - 1994